# Moïse Bombito
Moïse Bombito (Montréal, 2000. március 30. –) kanadai válogatott labdarúgó, a francia Nice hátvéde.

## Pályafutása

### Klubcsapatokban
Bombito a kanadai fővárosban, Montréalban született. Az ifjúsági pályafutását a Saint-Laurent csapatában fejezte be.
2022-ben mutatkozott be az amerikai Colorado Rapids első osztályban szereplő felnőtt keretében. Először a 2023. május 14-ei, Philadelphia Union ellen 2–1-re elvesztett mérkőzés 81. percében, Danny Leyva cseréjeként lépett pályára. Első gólját 2024. március 30-án, a Los Angeles ellen hazai pályán 3–2-es győzelemmel zárult találkozón szerezte meg. 2024. augusztus 19-én négy éves szerződést kötött a francia első osztályban érdekelt Nice együttesével.

### A válogatottban
Bombito 2023-ban debütált a kanadai válogatottban. Először a 2023. június 27-ei, Guadeloupe ellen 2–2-es döntetlennel zárult CONCACAF-aranykupa mérkőzésen lépett pályára.

## Statisztikák
2024. augusztus 25. szerint
| Klub            | Szezon   | Osztály  | Bajnokság | Bajnokság | Kupa  | Kupa | Nemzetközi | Nemzetközi | Összesen | Összesen |
| Klub            | Szezon   | Osztály  | Meccs     | Gól       | Meccs | Gól  | Meccs      | Gól        | Meccs    | Gól      |
| --------------- | -------- | -------- | --------- | --------- | ----- | ---- | ---------- | ---------- | -------- | -------- |
| Colorado Rapids | 2023     | MLS      | 11        | 0         | 1     | 0    | 2          | 0          | 14       | 0        |
| Colorado Rapids | 2024     | MLS      | 18        | 2         | 0     | 0    | 2          | 0          | 20       | 2        |
| Nice            | 2024–25  | Ligue 1  | 1         | 0         | 0     | 0    | —          | —          | 1        | 0        |
| Összesen        | Összesen | Összesen | 30        | 2         | 1     | 0    | 4          | 0          | 35       | 2        |

### A válogatottban
| Válogatott | Év       | Pályára lépés | Gól |
| ---------- | -------- | ------------- | --- |
| Kanada     | 2023     | 4             | 0   |
| Kanada     | 2024     | 8             | 0   |
| Összesen   | Összesen | 12            | 0   |

## Sikerei, díjai
Egyéni
- MLS All-Stars: 2024